# Land Rover Defender
El Land Rover Defender es un automóvil todoterreno producido por Land Rover desde el año 1948. Es el producto de un continuo desarrollo desde su introducción en 1948 como el Land Rover Serie I, un vehículo para uso utilitario que comenzó con un diseño de líneas angulosas, una calidad de terminación rudimentaria y un escaso nivel de equipamiento. La historia de este vehículo de trabajo revela una coherencia notable en su visión tecnológica, que se mantiene desde los primeros modelos hasta los actuales, producidos más de medio siglo después. Es utilizado ampliamente en todo el mundo por su capacidad para llegar a algunas de las partes más inaccesibles del planeta.

## Cronología de los Land Rover Serie I, II y III

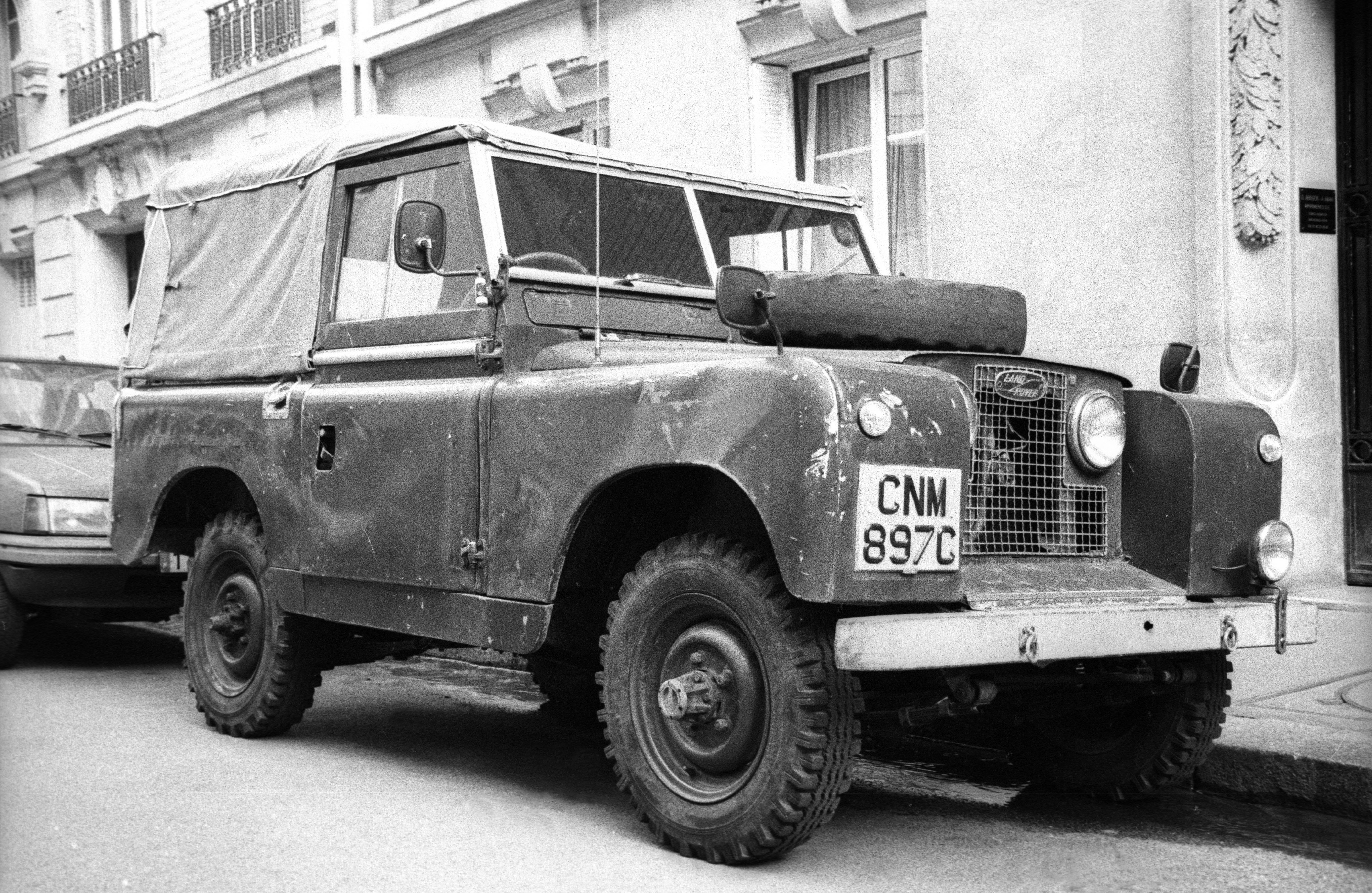
Land Rover Serie II en una calle de París.

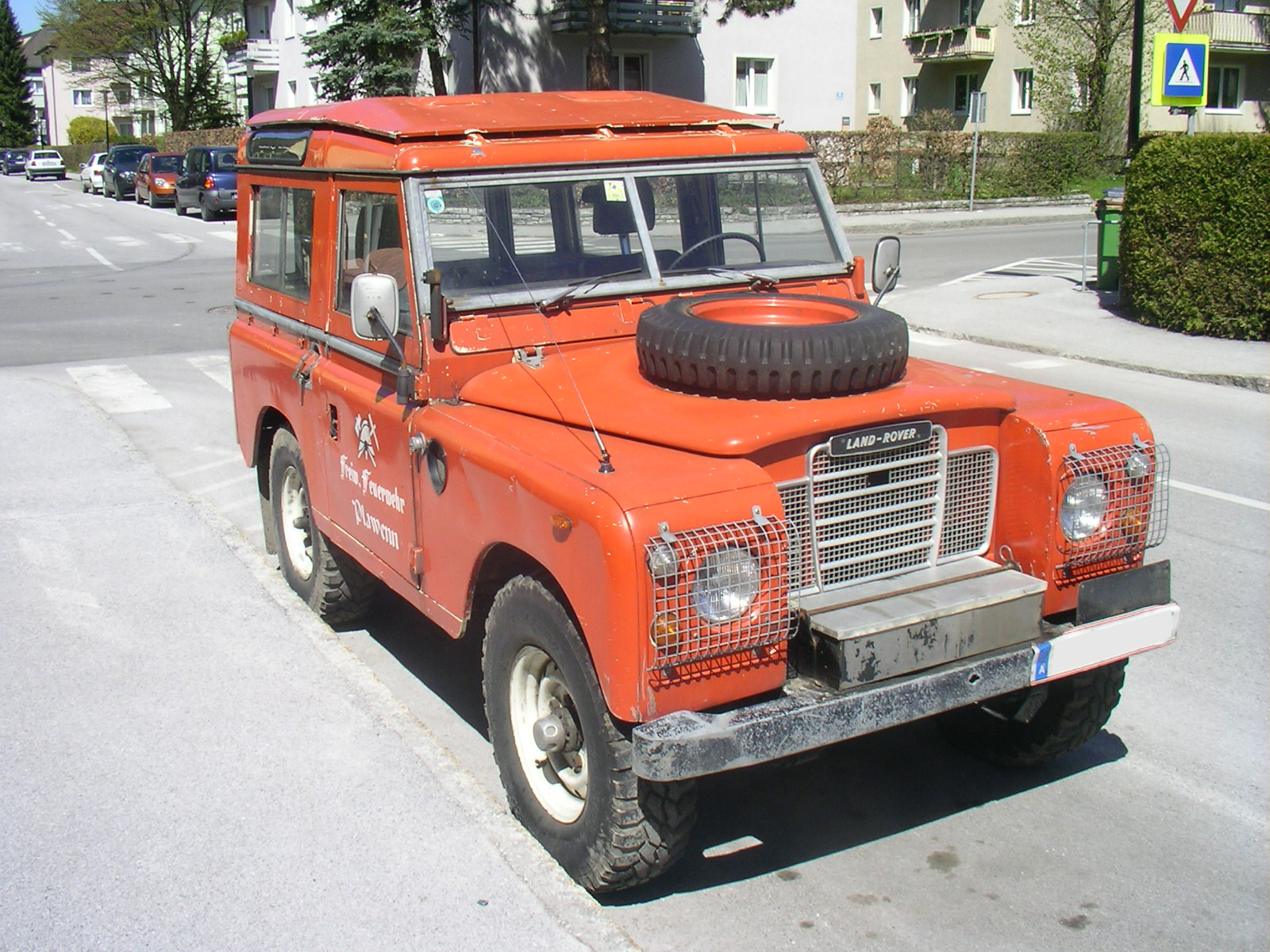
Land Rover Serie III en Alemania.

La producción del modelo actual conocido como Defender comenzó en 1983 como el Land Rover «One Ten», modalidad escrita del 110, y el «Ninety» y posteriormente el «One Thirty», 90 y 130 respectivamente.
En el exterior se distinguen muy poco los vehículos de las series anteriores a 1983; un capó integral, calandra nueva y extensiones de los guardabarros para cubrir la trocha más ancha son los cambios más perceptibles. 
Mecánicamente los 90 y 110 reciben una modernización completa de la plataforma comparado con los modelos de la serie.

### Land Rover Serie I (1948 - 1958)
Modelos: 80", 86", 88", 107" y 109"
- 1948: el Land Rover Serie I fue presentado en el Salón del Automóvil de Ámsterdam en el mes de abril.
- 1948: hace su debut en la Gran Bretaña de la posguerra como un vehículo para los granjeros.
- 1949: las fuerzas armadas británicas encargan sus primeros modelos.
- 1949: versión familiar.
- 1950: introducción de la tracción seleccionable a las cuatro ruedas.
- 1953: primera versión con batalla larga.
- 1957: incorporación del motor diésel.

### Land Rover Serie II (1958 - 1971)
Modelos: 88" y 109"
- 1958: sale al mercado el Land Rover Serie II de diseño más refinado.
- 1959: el vehículo número 250.000 abandona la cadena de producción.
- 1959: se comienza a fabricar bajo licencia en España como Land Rover Santana.
- 1960: presentación de la Serie IIA con motor diésel 2.25.
- 1961: los primeros Land Rover Santana son exportados hacia Suramérica - Colombia.
- 1966: se produce el vehículo número 500.000.
- 1970: los focos se trasladan a los guardabarros.

### Land Rover Serie III (1971 - 1985)
Modelos: 88" y 109"
- 1971: presentación de la Serie III.
- 1971: sustitución de la rejilla metálica del radiador por una de plástico. El motivo de esta sustitución fue porque la metálica se usaba como parrilla para asar carne.[cita requerida]
- 1976: se fabrica, en el mes de junio y el Land Rover número un millón.
- 1979: introducción del motor 3.5 V8 para los 109. Se denomina Stage One.
- 1981: Camel Trophy utiliza exclusivamente modelos Land Rover Santana 108

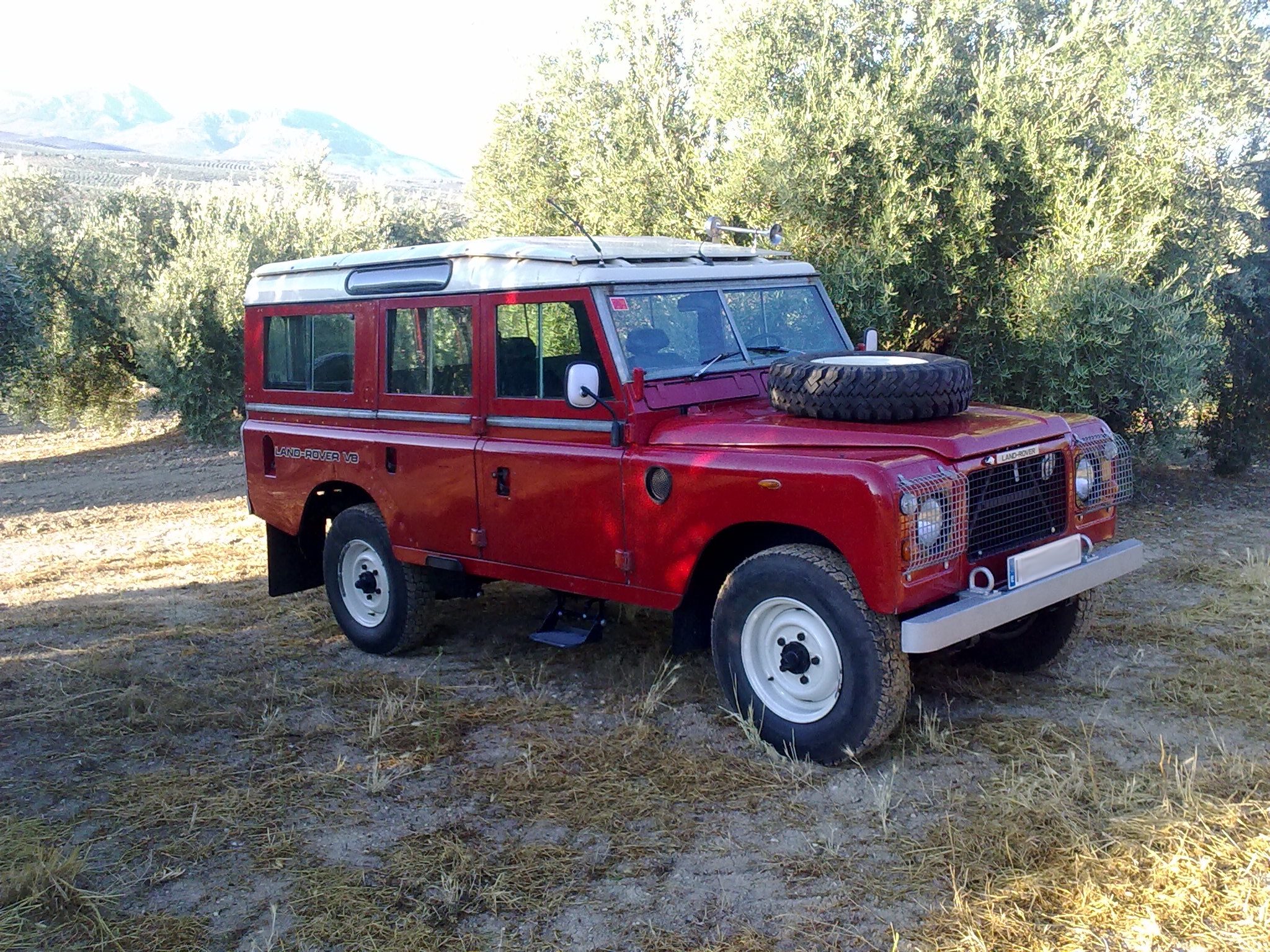
Land Rover Serie III V8 (Stage One) en España.

## Land Rover Defender (1983-2016)
El Land Rover Defender posee motor delantero longitudinal y tracción en las cuatro ruedas. Con un robusto chasis de largueros y una carrocería de aluminio, el Defender está disponible en una amplia variedad de carrocerías y en versiones de 93, 110 y 127 pulgadas de batalla (2360, 2795 y 3225 mm respectivamente), llamadas comercialmente 90, 110 y 130. Están disponibles versiones de fábrica especializadas, tales como coches de bomberos, plataformas hidráulicas y versiones militares. El Defender se utiliza extensamente para una variedad amplia de propósitos industriales, agrícolas, recreativos y militares. 
El Defender es también una opción común para el uso en expediciones, así como los servicios de asistencia y emergencia a través del mundo y, en años recientes, cada vez más las familias e individuos están utilizado al Defender como coche privado.
Modelos: 90", 110" y 130"
- 1983: se introducen frenos de disco, suspensión con muelles y un diferencial central, mientras que los vehículos anteriores tenían ballestas.
- 1990: cambio de nombre a Land Rover Defender.
- 1993: se vende el Defender número millón y medio.
- 1998: por los 50 años de la Serie 1, sale a la venta una versión de 8 cilindros.
- 2007: después de casi 60 años, salen las últimas versiones, con cambio total en el interior y materiales.
- 2013: después de 65 años, el fabricante anuncia el fin de su fabricación en 2015 o 2016 debido al coste de adaptar el vehículo a las nuevas exigencias medioambientales.[cita requerida]
- 2016: finaliza la producción del modelo después de casi 68 años.
- 2019: Nace el nuevo Defender con un cambio de imagen y tecnología. Sustituyen el chasis por una carrocería de Monocasco y una suspensión neumática.

## Land Rover Defender NAS "North American Specification" (1994-1997)
La firma británica comercializó una versión del Defender en el mercado americano; estas unidades diferían de las comercializadas en el resto del mundo, ya que las mismas venían equipadas con motores V8 y un "roll-cage" que las hace únicas, adicionalmente cada unidad cuenta con una placa identificadora en la cual esta troquelado el número que corresponde a dicha unidad.

## Land Rover Defender L663 (2020-)
En 2019 Land Rover lanzó el nuevo modelo de Defender (L663) en el Salón del Automóvil de Fráncfort, con un cambio de imagen un monocasco con suspensión neumática con ángulos superiores a sus competidores todo terreno y amplias ayudas electrónicas para el 4x4.

## Galería

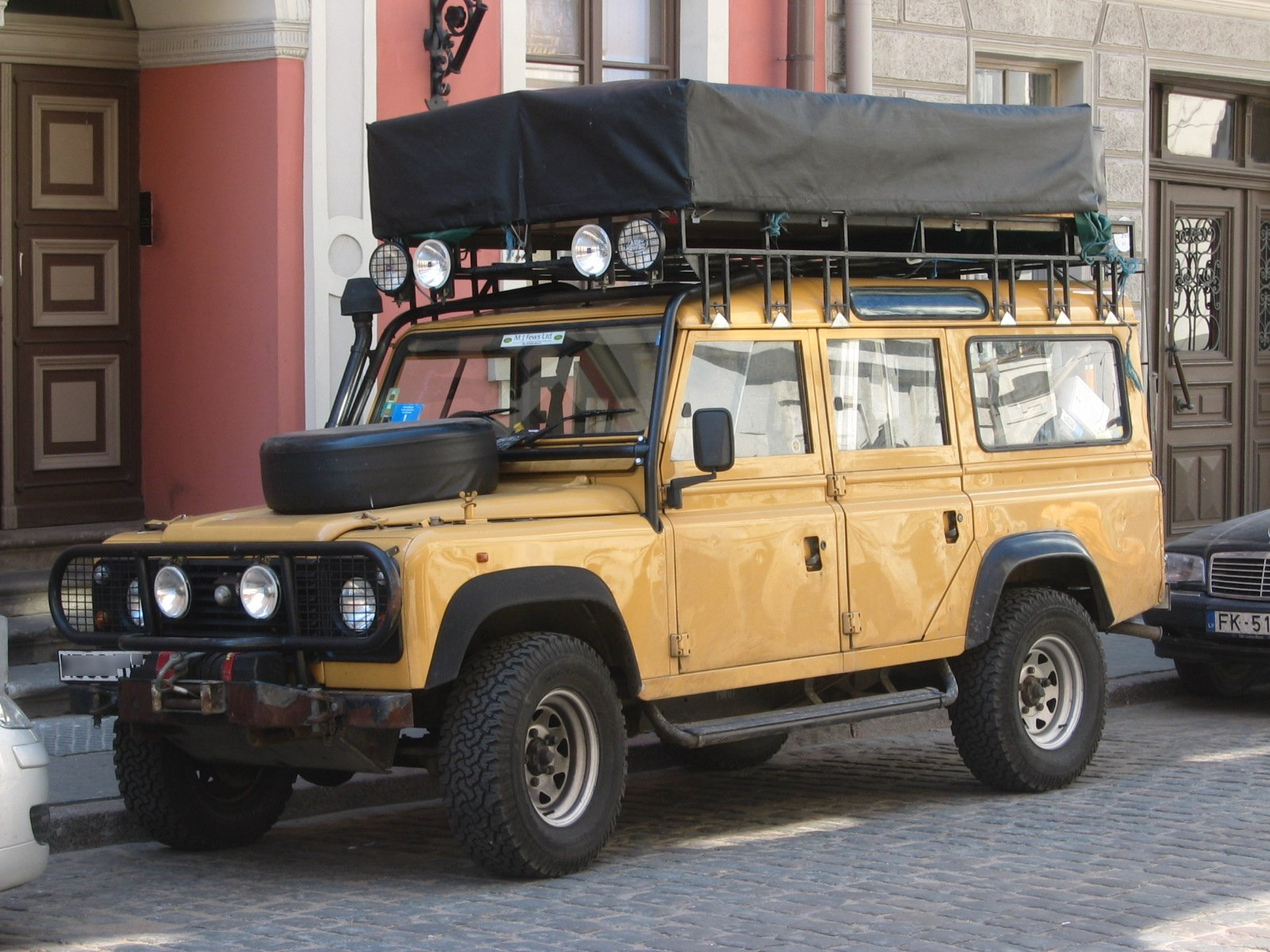
Land Rover Defender 110 Station Wagon (pre-Td5) en Riga, Letonia con los colores del Camel Trophy.
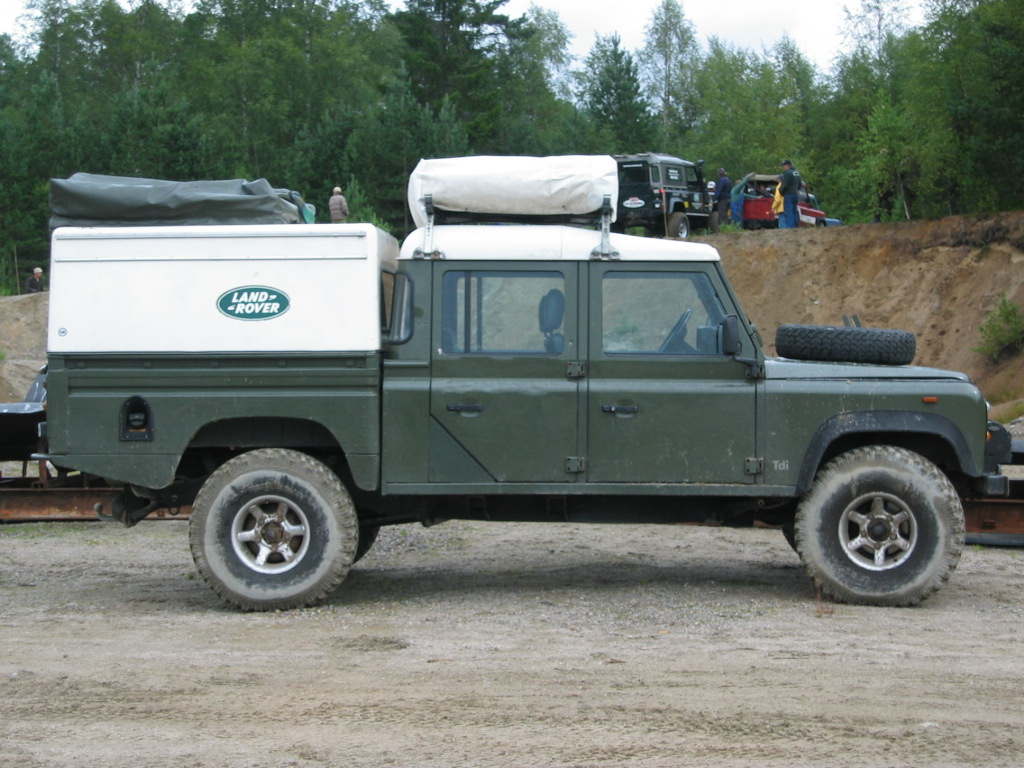
Land Rover Defender 130 en Evje, Noruega
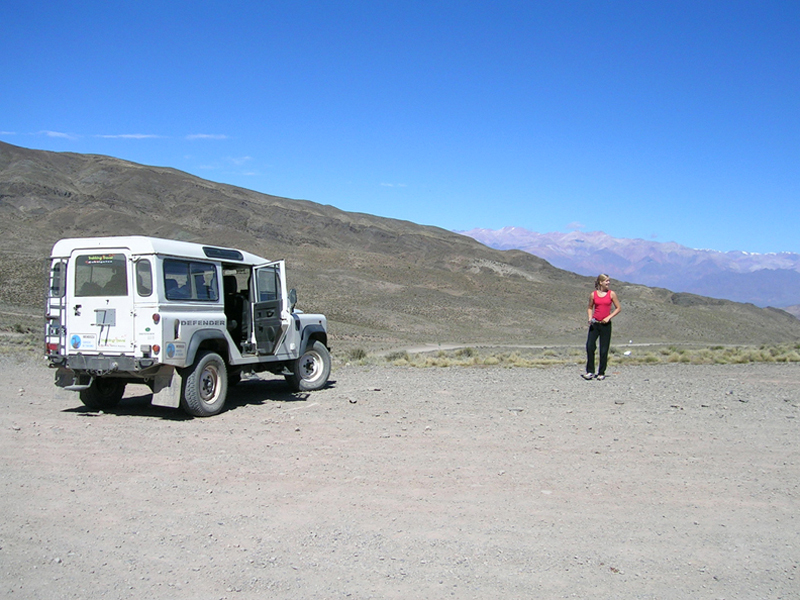
Land Rover Defender 110 en la región del Cuyo, Argentina.
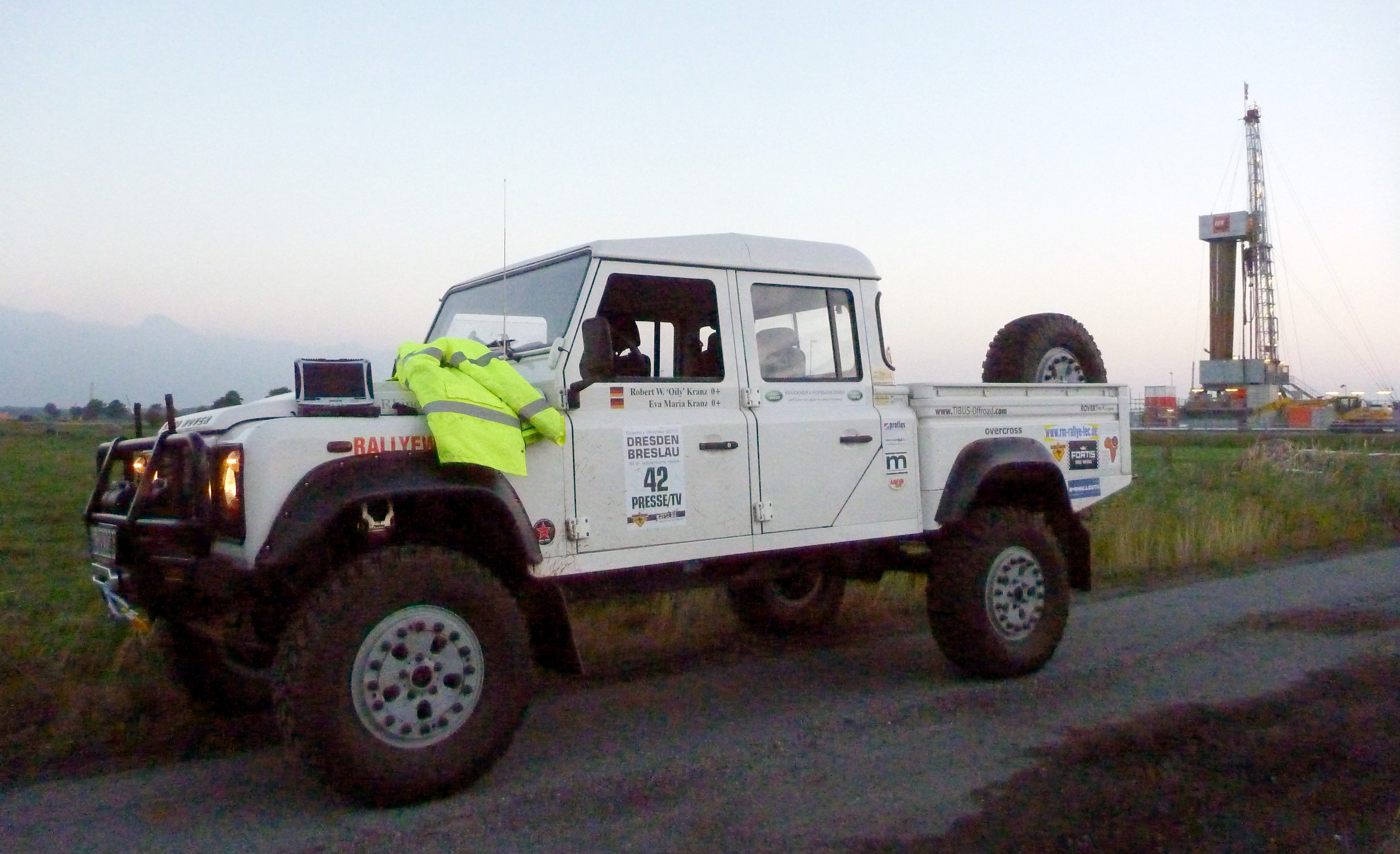
Land Rover Defender 130, Proyecto Rhino.